# Nick Kenny (dartsjátékos)
Nick Kenny (Newport, 1993. március 13. –) walesi dartsjátékos. 2010-től 2020-ig a British Darts Organisation, majd 2020-tól a Professional Darts Corporation tagja.

## Pályafutása

### BDO
Kenny 2010-ben megnyerte a WDF Europe Youth Cup versenyét. 2016-ban kvalifikálta magát a BDO World Trophy-ra, ahol a legjobb 16-ig sikerült eljutnia, ott 7–6-ra kikapott Mark McGeeney-től. A 2017-es BDO-dartsvilágbajnokság első körében az első helyen kiemelt Glen Durranttel találkozott, akitől 3–1-es vereséget szenvedett és kiesett.

### PDC
Kenny a 2020-as Q-School utolsó versenynapján szerezte meg kétéves PDC Tour Card-ját. Kvalifikált a UK Open-re, ahol a második körig jutott. A 2021-es PDC-dartsvilágbajnokságon kívül más nagytornára nem tudott már kijutni az évben, a vb-debütálást a PDPA UK Qualifier-en harcolta ki, miután 7–6-ra legyőzte James Wilsont. A vb első körében a holland Derk Telnekesszel mérkőzött meg, akit 3–2-re legyőzött. A második körben 3–1-re a szintén holland Jermaine Wattimenától szenvedett vereséget. A PDC-ben eltöltött első éve után Kenny a 89. helyen állt a PDC világranglistáján.
A 2021-es UK Open második körében 6–5-re legyőzte Ryan Meikle-t, de a harmadik körben 6–5-re kikapott Kai Fan Leungtól. Kenny a PDPA Tour Card Holder selejtezőjén keresztül biztosította helyét a 2022-es PDC-dartsvilágbajnokságon, utolsó meccsén 7–3-ra legyőzve Gordon Matherst.
Mivel a világbajnokság előtt nem szerepelt a világranglista legjobb 64 játékosa között, Kennynek meg kellett nyernie az első körös vb-meccsét, hogy életben tartsa a Tour Card-ja megőrzésének esélyét. A meccsen végül 3–0-ás vereséget szenvedett Rowby-John Rodrigueztől, így 74. helyre került a világranglistán, és ismételten el kellett indulnia a Q-School-on, hogy Tour Card-ját visszaszerezze.
2023. január 15-én a Q-School utolsó napján sikeresen visszaszerezte kétéves Tour Card-ját, majd végül a 4. helyen végzett a UK Q-School ranglistáján.
Kenny az angol Dom Taylor helyére érkezett a 2024-es Players Championship Finals-re, miután Taylort a Darts Regulation Authority (DRA) eltiltotta, mert nem ment át a doppingteszten. A tornán az első körben 6–5-re kikapott Michael Smith-től. A 2025-ös PDC-dartsvilágbajnokságon visszatért a vb-re is, ahol az első körben 3–0-ra legyőzte Stowe Buntz-cot, majd a második körben nagy meglepetésre 3–1-el kiejtette az ötszörös világbajnok Raymond van Barneveldet is, így megőrizte Tour Card-ját. A harmadik körben a címvédő Luke Humphries volt az ellenfele, akitől végül 4–0-ra kapott ki Kenny.

## Világbajnoki szereplései

### BDO
- 2017: Első kör (vereség  Glen Durrant ellen 1–3)
- 2018: Első kör (vereség  Willem Mandigers ellen 0–3)
- 2020: Első kör (vereség  Dennie Olde Kalter ellen 2–3)

### PDC
- 2021: Második forduló (vereség  Jermaine Wattimena ellen 1–3)
- 2022: Első kör (vereség  Rowby-John Rodriguez ellen 0–3)
- 2025: Harmadik kör (vereség  Luke Humphries ellen 0–4)

## Tornagyőzelmei
| PDC Development Tour - Development Tour: 2014 (x2) | - BDO International Open: 2016 - Belgium Open: 2019 - Bruges Open: 2019 - French Open: 2019 - Helvetia Open: 2018 - Jersey Open: 2016 - WDF Europe Youth Cup: 2010 - WDF World Cup Team: 2019 - Worthington Champion of Champions: 2024 |

## Fordítás
Ez a szócikk részben vagy egészben  a   Nick Kenny (darts player) című angol Wikipédia-szócikk ezen változatának fordításán alapul.  Az eredeti cikk szerkesztőit annak laptörténete sorolja fel. Ez a jelzés csupán a megfogalmazás eredetét és a szerzői jogokat jelzi, nem szolgál a cikkben szereplő információk forrásmegjelöléseként.